# 塞爾馬鎮區 (北卡羅萊納州約翰斯頓縣)
塞爾馬鎮區（英語：Selma Township）是位於美國北卡羅萊納州約翰斯頓縣的一個鎮區。

## 地方資料
塞爾馬鎮區的面積為77.44平方千米，皆為陸地。根據2020年美國人口普查的數據，當地共有人口10347人，而人口密度為每平方千米133.61人。